# Dragon Hall

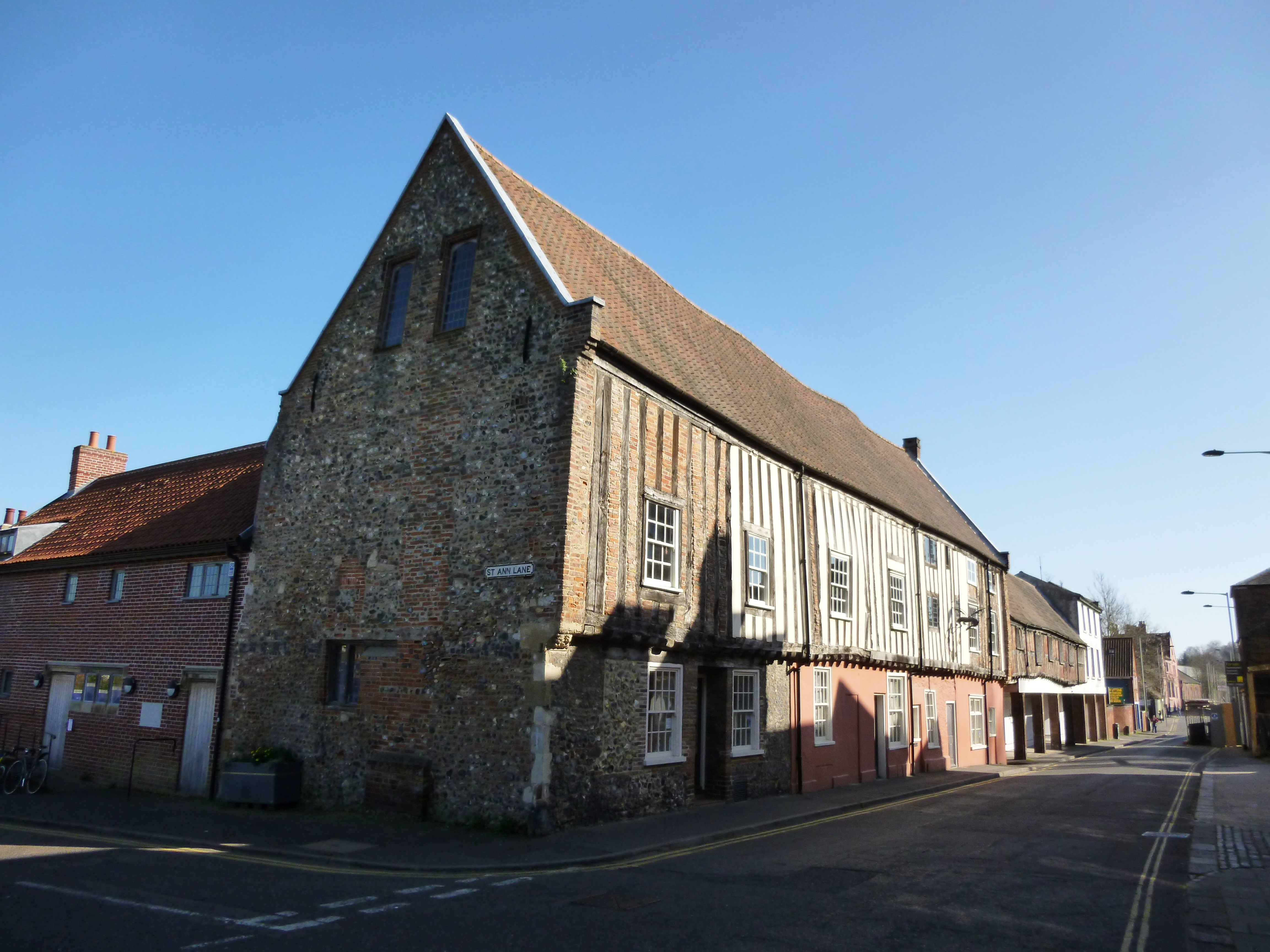

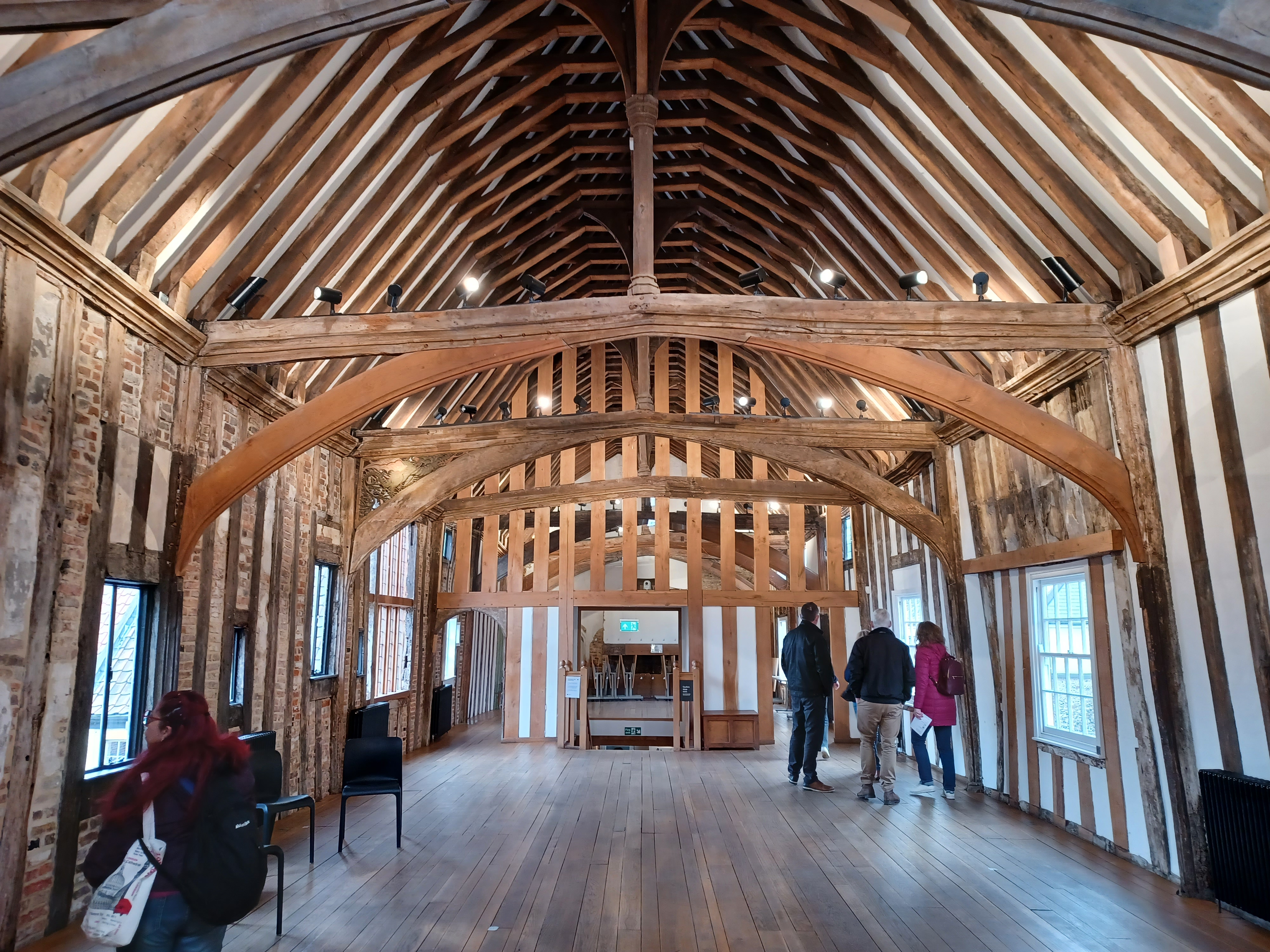

Dragon Hall is een historisch gebouw aan King Street in het Engelse Norwich.  De Great Hall werd gebouwd in de 15de eeuw. In 1427 vestigde koopman Robert Toppes (exporteur van wolkammen) er een handelscomplex, met een halle op de eerste verdieping. De halle had een eikenhouten plafond met gesculpteerde draken. In 1954 werd het pand beschermd als monument. Tussen 1970 en 2006 werd het gebouw gerestaureerd. Sinds 2018 is het National Centre for Writing er gevestigd. 